# Giro dei Paesi Baschi 1997
Il Giro dei Paesi Baschi 1997, trentasettesima edizione della corsa, si svolse dal 7 all'11 aprile 1997 su un percorso di 852,5 km ripartiti in cinque tappe (l'ultima suddivisa in 2 semitappe). Fu vinto da Alex Zülle, davanti a Laurent Jalabert e Marco Pantani.

## Tappe
| Tappa  | Data      | Percorso                                      | km    | Vincitore di tappa | Leader cl. generale |
| ------ | --------- | --------------------------------------------- | ----- | ------------------ | ------------------- |
| 1ª     | 7 aprile  | Legazpi > Legazpi                             | 138   | Gabriele Missaglia | Gabriele Missaglia  |
| 2ª     | 8 aprile  | Legazpi > Viana                               | 209   | Laurent Jalabert   | Stephane Heulot     |
| 3ª     | 9 aprile  | Viana > Vitoria-Gasteiz                       | 197   | Stefano Zanini     | Stephane Heulot     |
| 4ª     | 10 aprile | Vitoria-Gasteiz > Sopuerta                    | 206   | Laurent Jalabert   | Laurent Jalabert    |
| 5ª-1ª  | 11 aprile | Sopuerta > Arrasate                           | 97    | Stefano Zanini     | Laurent Jalabert    |
| 5ª-2ª  | 11 aprile | Fagor Gatza Gain > Gatzaga (Cron.individuale) | 12,5  | Alex Zülle         | Alex Zülle          |
| Totale | Totale    | Totale                                        | 852,5 |                    |                     |

## Classifiche finali

### Classifica generale
| Pos. | Corridore        | Squadra       | Tempo     |
| ---- | ---------------- | ------------- | --------- |
| 1    | Alex Zülle       | ONCE          | 22h36'40" |
| 2    | Laurent Jalabert | ONCE          | a 32"     |
| 3    | Marco Pantani    | Mercatone Uno | a 44"     |
| 4    | Marcelino García | ONCE          | a 1'01"   |
| 5    | Chris Boardman   | GAN           | a 1'16"   |